# Jessica De Gouw
Jessica Elise "Jess" De Gouw (Perth, 15 de fevereiro de 1988) é uma atriz australiana mais conhecida por desempenhar os papéis de Helena Bertinelli na série Arrow e de Mina Murray na série televisiva Dracula.

## Biografia
Jessica cresceu em Lesmurdie, um subúrbio a leste de Perth (Austrália Ocidental), onde estudou na Lesmurdie Senior High School. Participou numa série televisiva chamada The Sleepover Club, na qual apareceu num episódio, e também numa curta-metragem. Em 2010, graduou-se na Universidade Curtin, em Bentley, com 22 anos de idade, especializando-se em Estudos da Performance. No mesmo ano, Jessica fez uma aparição noutra curta-metragem.
De Gouw, muda-se para Sydney, com o propósito de adquirir maior visibilidade e oportunidades para actuação. Entretanto, convites para participação papéis enquanto protagonista foram surgindo. Em 2012, Jessica apareceu na sua estreia no cinema em Kath & Kimderella como Isabella, Kath e empregada doméstica de Kim. Mais tarde no mesmo ano, depois de se mudar para Los Angeles, desempenhou o papel de Helena Bertinelli (Huntress), na série de sucesso Arrow. A atriz ganha reconhecimento e é convidada para o elenco principal da série da NBC, Dracula, interpretando o papel de Mina Murray ao lado de Jonathan Rhys Meyers e Oliver Jackson-Cohen.

## Filmografia

### Séries de televisão
| Ano       | Título             | Personagem                 | Notas                         |
| --------- | ------------------ | -------------------------- | ----------------------------- |
| 2016      | Underground        | Elizabeth Hawkes           |                               |
| 2015      | Deadline Gallipoli | Vera Grant                 | 2 episódios                   |
| 2013-2014 | Dracula            | Mina Murray                | Papel principal               |
| 2012-2014 | Arrow              | Helena Bertinelli/Caçadora | 5 episódios                   |
| 2012      | Tricky Business    | Yvette Bell                | episódio "Opportunity Knocks" |
| 2012      | Crownies           | Melody Kingston            | episódio 1.20                 |
| 2011      | Underbelly: Razor  | Edie McElroy               | 3 episódios                   |
| 2006      | The Sleepover Club | Amanda Hart                | episodio "Fallen Star"        |

### Filmes
| Ano  | Título                      | Personagem                 | Notas                                                                                  |
| ---- | --------------------------- | -------------------------- | -------------------------------------------------------------------------------------- |
| 2017 | Otherlife                   | Ren Amari                  |                                                                                        |
| 2015 | Generation Z                | Melanie                    |                                                                                        |
| 2014 | Cut Snake                   | Paula                      |                                                                                        |
| 2013 | These Final Hours           | Zoe                        | junto com Nathan Phillips, Sarah Snook, Daniel Henshall, Kathryn Beck e Lynette Curran |
| 2012 | The Mystery of a Hansom Cab | Madge Frettlby             | junto com John Waters, Shane Jacobson, Felix Williamson, Oliver Ackland e Anna McGahan |
| 2012 | The Dinner Meeting          | Natalie                    | Curta, junto com Henry Inglis e Amanda Woodhams                                        |
| 2012 | Kath & Kimderella           | Isabella                   | junto com Jane Turner, Gina Riley, Richard E. Grant, Nicholas Bell e Magda Szubanski   |
| 2012 | By Shank's Pony             | rowspan="1" align="center" | curta, junto com Steve McCall e Whitney Richards                                       |
| 2011 | Works Well with Others      | Andrea                     | curta, junto com Eve Travers, Anna Head, Jake Jensen e Georgia King                    |
| 2010 | The Ballad of Nick Chopper  | Iva                        | curta, junto com Tiffany Barton, Allan Boyd e Angelique St Jorre                       |
| 2009 | Bedtime Stories             | Madre                      | curta, junto com Angelle Hart e Alex Littlewood                                        |

### Guionista
| Ano  | Título          | Notas |
| ---- | --------------- | ----- |
| 2012 | By Shank's Pony | curta |